# HD 209945
HD 209945，又名BD+44 4043，SAO 51650、HR 8424，是一颗恒星，视星等为5.14，位于銀經94.74，銀緯-8.61，其B1900.0坐标为赤經22h 1m 58.9s，赤緯+44° -8.61′ 40″。